# Empty Walls
Singles de Serj Tankian
Lie Lie Lie
(2007)
Empty Walls est un single du compositeur arménien Serj Tankian. Il s'agit du premier single de sa carrière solo et il introduit son premier album Elect the Dead. Il a été qualifié de traditionally pummeling rocker (« rock traditionnel qui envoie »).
Empty Walls est disponible à partir du 10 septembre 2007 en téléchargement et sort en single CD le 25 septembre. Il est également sur une promo de Reprise Records sorti le 4 septembre 2007.
Une version acoustique de Empty Walls est disponible sur l'édition limité d'Elect the Dead.

## Clip
Tankian publie le clip le 11 septembre 2007, en référence aux attentats du 11 septembre 2001. En effet, le clip, réalisé par Tony Petrossian et publié sur YouTube le 12 septembre 2007, montre un groupe d'enfants jouant à la guerre, rappelant les attentats du 11 septembre ainsi que la guerre d'Irak qui s'ensuit.

## Pistes
Toutes les chansons sont écrites et composées par Serj Tankian.
| 1. | Empty Walls            | 3:51 |
| 2. | Gratefully Disappeared | 1:41 |

| 1. | Empty Walls             | 3:49 |
| 2. | The Unthinking Majority | 3:47 |

| 1. | Empty Walls (radio edit) | 3:52 |

| 1. | Empty Walls                       | 3:51 |
| 2. | Empty Walls (Victorious Club Mix) | 5:45 |

Toutes les chansons sont écrites et composées par Serj Tankian.
| 1. | Empty Walls                       | 3:49 |
| 2. | Gratefully Disappeared            | 1:41 |
| 3. | Empty Walls (Victorious Club Mix) | 5:45 |

## Classement musical
| Classement (2009)              | Meilleure position |
| ------------------------------ | ------------------ |
| Canada (Hot 100)               | 72                 |
| Royaume-Uni (UK Singles Chart) | 78                 |
| États-Unis (Hot 100)           | 97                 |
| États-Unis (Alternative Songs) | 3                  |
| États-Unis (Mainstream Rock)   | 4                  |